# 佐夫季格拉國家公園
佐夫季格拉國家公園，也稱「虎吼」國家公園, 是俄羅斯的國家公園，位於該國東南部濱海邊疆區，成立於2007年6月2日，面積834平方公里 (83,384公頃; 206,046英畝; 322平方英里)，受溫帶大陸性濕潤氣候影響。國家公園位於內興安嶺南邊, 並位於海參崴東北約100公里。此國家公園被設計為瀕危絕種的東北虎的「來源」生態, 並含有極度多樣化的動植物種類。

## 動植物
主要居住在這國家公園的動物有:
食蟲目：刺蝟、鼩鼱等約10種。
兔形目：東北兔、雪兔、東北鼠兔。
囓齒類：鼯鼠、花栗鼠、田鼠、小老鼠、棕背䶄。
食肉目：東北虎、對馬貓、歐亞猞猁、遠東豹（七十年代後絕跡）、灰狼、狐狸、貉、黃喉貂、獾、黑貂、黃鼬、水鼬、水獺、棕熊、亞洲黑熊。
偶蹄目：野豬、滿州馬鹿、梅花鹿、狍子、斑羚、麝。